# Blésignac
Blésignac é uma comuna francesa na região administrativa da Nova Aquitânia, no departamento da Gironda. Estende-se por uma área de 2,51 km². Em 2010 a comuna tinha 307 habitantes (densidade: 122,3 hab./km²).